# Battaglia di Carcano
La battaglia di Carcano fu un episodio militare avvenuto il 9 agosto 1160 che vide contrapposti l'esercito dell'imperatore Federico I Barbarossa e degli alleati italiani alle milizie del Comune di Milano.

## Antefatti
In seguito alla Seconda Dieta di Roncaglia dell'11 novembre 1158, a causa delle eccessive pretese del Barbarossa che in parte violavano l'umiliante trattato di pace stabilito con Milano, i milanesi ripresero le ostilità. Dopo aver catturato il castello di Trezzo e aver preso prigionieri oltre duecento cavalieri tedeschi furono attirati in trappola e sconfitti nella battaglia di Siziano del 15 luglio 1159. Il 7 settembre, dopo la morte di papa Adriano IV fu eletto al soglio pontificio Alessandro III tuttavia sei cardinali decisero di nominare un antipapa, Vittore IV, che fu subito appoggiato dai ghibellini. Il 25 gennaio 1160, dopo quasi sette mesi di assedio, cadde la città di Crema, storica alleata dei milanesi.
Il 27 febbraio il legato pontificio Giovanni da Anagni giunse a Milano e dopo un colloquio con l'arcivescovo Umberto I da Pirovano, pubblicò la scomunica nei confronti del Barbarossa e di Vittore IV nella cattedrale di Santa Maria Maggiore. Il 12 marzo la scomunica venne estesa ai consoli e ai vescovi delle città ghibelline, ai conti del Seprio e della Martesana così come a Guglielmo V del Monferrato e a Guido III di Biandrate e il 27 dello stesso mese dichiarò nulli i decreti imperiali.
Pochi giorni dopo il Barbarossa, in risposta a una scorreria milanese nel lodigiano, mosse verso Pontirolo e ne distrusse il castello e il ponte che sorgeva sui resti di quello fatto realizzare dall'imperatore Claudio il Gotico nel 268 per poi tornare a Lodi. Uscito di nuovo da quella città, si riportò a Pontirolo per catturare una chiesa fortificata e difesa dai milanesi dopodiché catturò con difficoltà il castello di Fara. Sulla via del ritorno un contingente di milanesi provocò i tedeschi facendo finta di voler guadare l'Adda e una parte di quelli, contravvenendo agli ordini dell'imperatore, cercò di raggiungere a cavallo l'altra sponda, finendo annegata nelle acque del fiume. A maggio il Barbarossa intraprese una nuova operazione a danno dei milanesi devastandone le campagne a partire da Mediglia per poi risalire in Brianza fino a Vertemate. Da quel villaggio tornarono verso Briosco e Verano per poi saccheggiare Legnano, Nerviano, Pogliano, Rho e Vanzago. Il 31 maggio i milanesi, dopo aver ricevuto rinforzi costituiti da duecenti soldati piacentini, uscirono dalla città dalla parte di Quinto Romano con il Carroccio e con cento carri falcati progettati da famoso architetto Guintellino (o Guintelmo). L'esercito milanese marciava in quest'ordine: nell'avanguardia i cento carri falcati, seguiva il Carroccio circondato dalla fanteria, arcieri e i balestrieri, quindi la cavalleria mentre la retroguardia era costituita dai piacentini. Il Barbarossa però rifiutò lo scontro campale e da Bareggio marciò su Morimondo, incendiando il villaggio, per poi passare il Ticino ed entrare nella fedelissima Pavia. In giugno i milanesi tentarono prima due imboscate a danno dei lodigiani, poi il 19 luglio mossero con tutto l'esercito e assediarono la città, che allora era difesa solamente da fossati e terrapieni. Riuscirono a catturare il luogo noto come Serravalle e a oltrepassare la prima cerchia di bastioni ma le operazioni si protrassero troppo a lungo e temendo di essere assaliti dall'esercito imperiale, decisero infine di ritirarsi.

## Battaglia
Negli ultimi giorni del luglio 1160, le milizie milanesi di Porta Vercellina, Porta Comasina e Porta Nuova marciarono nella Martesana e catturarono Cornate, Cesana, Parravicino e Erba per poi assediare il castello di Carcano. Dopo otto giorni gli assedianti chiesero a Milano di fargli subentrare le altre tre Porte ma proprio mentre si stava svolgendo questa manovra si apprese che il Barbarossa stava marciando verso Carcano con l'intento di sollevare l'assedio. Il 6 agosto l'imperatore si accampò a Vighizzolo. Il 7 agosto giunsero a Carcano rinforzi costituiti da duecento cavalieri bresciani e i milanesi inviarono le milizie di Porta Vercellina a presidiare il castello di Orsenigo. Il giorno successivo l'esercito del Barbarossa si accampò tra Tassera e Orsenigo, chiudendo tutte le strade attorno per mezzo di tronchi d'albero e costringendo il presidio di quel castello a ricongiungersi con i compagni per non trovarsi accerchiato. I milanesi riunirono tutti gli accampamenti attorno al castello di Carcano, posti a Orsenigo, Erba e Parravicino, in un unico campo tra Carcano e Tassera. Allora l'arcivescovo Umberto, che si trovava nell'accampamento, esortò il popolo alla battaglia, anche perché le vettovaglie già iniziavano a scarseggiare e dal momento che l'imperatore aveva bloccato le strade altre non sarebbero giunte.
La mattina del 9 agosto i milanesi lasciarono le milizie di Porta Ticinese e della Pusterla di Sant'Eufemia nel campo fortificato per assediare il castello di Carcano, affinché il grosso dell'esercito non subisse sortite e inviarono quelle di Porta Comasina a impossessarsi di Tassera che si trovava ad appena un tiro di balestra dal campo nemico. Dopo la messa, la confessione e la benedizione che precedeva ogni battaglia, i milanesi scesero in battaglia trascinando un carroccio che avevano dovuto realizzare rapidamente in quel luogo poiché l'originale era rimasto a Milano. Sia la fanteria che la cavalleria milanese assaltò con impeto il campo nemico riuscendo a catturarlo e a saccheggiarlo ma il Barbarossa, approfittando del disordine che caratterizza i soldati intenti al bottino, diede loro addosso mettendoli in fuga e costringendoli a trincerarsi nel loro campo. Molti, in particolare i soldati di Porta Romana e di Porta Orientale, rimasero uccisi o vennero feriti, altri furono catturati e insieme a essi il nuovo carroccio (che cadde in un fosso) insieme ai buoi che lo trascinavano. La battaglia pareva ormai in mano agli imperiali quando parte dei milanesi e gli alleati bresciani, che si erano rifugiati nelle colline sopra Alzate attaccarono a sorpresa e alle spalle i tedeschi rimasti a presidiare il campo e li misero in fuga. Alcuni di loro inseguirono i fuggitivi sino a Montorfano mentre Guglielmo V del Monferrato fu inseguito addirittura fino ad Angera. Il Barbarossa, rendendosi conto di aver perso la retroguardia decise di ritirarsi per non rimanere accerchiato rischiando la cattura. I milanesi e i bresciani non riuscirono a inseguirlo perché il pendio settentrionale del monte risultava troppo ripido inoltre proprio in quel frangente iniziò un violento temporale estivo che ne coprì la ritirata. Il Barbarossa si rifugiò insieme alle sue forze a Como. I milanesi rimasti a difesa dell'accampamento, a causa del tempo avverso e temendo imboscate, decisero di non inseguirlo e si dedicarono nuovamente al saccheggio del campo nemico.

## Conseguenze
Il 10 agosto, giorno di San Lorenzo, duecento cavalieri cremonesi e ottanta lodigiani seguiti dai carriaggi pieni di viveri destinati all'esercito imperiale, giunsero nei pressi di Mariano, ignari della disfatta subita dal Barbarossa. Un cavaliere milanese che si trovava da quelle parti individuò i nemici e andò subito a riferire la loro presenza al campo milanese di Carcano. I cavalieri milanesi subito mossero all'inseguimento degli avversari e gli tesero un'imboscata nelle paludi dell'Acquanegra, tra Grandate e Albate, sbaragliandoli e impossessandosi dei carriaggi. 
Una settimana dopo i milanesi, dopo aver perso alcune macchine d'assedio incendiate dalla guarnigione del castello di Carcano, decisero di abbandonare le operazioni e ritirarsi a Milano. Gli abitanti di Erba e di Orsenigo, rimasti fedeli ai milanesi durante tutte quelle operazioni, furono ricompensati con esenzioni fiscali e gli stessi privilegi dei cittadini milanesi che mantennero per almeno seicento anni.